# 102斑點狗
《102真狗》（英語：102 Dalmatians）是一部由凱文·利瑪执导的真人与3D动画结合的美国电影，为《101真狗》的续集。
在這部電影里，庫伊拉仍舊企圖將小狗偷出來做成她最好的皮草大衣。第一部的演員中只有格倫·克洛斯（Glenn Close）和蒂姆·麥克納尼（Tim McInnerny）參與了此片的演出，在前作中出现的角色均已更换。2001年4月3日與於2008年9月16日又再一次發行了這部電影。
這部續集電影在香港宣傳時，更利用了部份行走102號線的巴士上車身廣告。不過電影離開院線後，上了廣告的車被派往行駛其他路線，於是馬路上出現了「113斑點狗」、「170斑點狗」、甚至「5B斑點狗」的笑話廣告。

## 剧情
三年后，坏女人库伊拉在监狱中表现良好并接受了“厌恶治疗法”而被批准假释出狱，她保证在未来绝对不会再与动物毛皮扯上任何关系，洗心革面，痛改前非的她已变成一位温柔的动物爱好者，因此她收购了一家由约翰·希文所管理经营的流浪动物收容所。由于库伊拉受到钟楼钟声的刺激，使她再度失去理智，她再次找出了斑点狗皮大衣的设计图，再度妄想着制作斑点狗皮大衣，向第二代斑点狗发起复仇。在以猎杀动物毛皮为生的法国服装设计师—让·皮埃尔的协助下，库伊拉故技重施、变本加厉，两人携起手来伤天害理，企图杀死102只小狗，其中一只她打算为大衣配上一顶皮帽。最终，能够拯救狗儿们的重任就落到了一只身上毫无任何斑点的小大麦町犬身上。

## 演员
| 角色        | 演员            | 配音   | 配音           | 配音          | 配音     |
| 角色        | 演员            | 台湾   | 香港(公映版本) | 香港(TVB版本) | 中国大陆 |
| ----------- | --------------- | ------ | -------------- | ------------- | -------- |
| 庫伊拉      | 格伦·克洛斯     | 郎祖筠 | 龍寶鈿         |               |          |
| 尚彼雅‧理普 | 热拉尔·德帕迪约 | 田平春 | 古明華         |               |          |
| 卓凱文      | 艾恩·格拉法德   | 田志傑 | 張錦程         |               |          |
| 賽嘉怡      | 爱丽丝·埃文斯   | 魏晶琦 | 蘇玉華         |               |          |
| 荷路索      | 蒂姆·麦克纳尼   | 吳文民 | 龍天生         |               |          |
| 伊文        | 本·克朗普敦     | 夏治世 | 關信培         |               |          |
| 艾莉思      | 卡罗尔·麦克里迪 | 姜瑰瑾 | 謝月美         |               |          |
| 韋度華      | 埃里克·艾德尔   | 鄭青周 | 吳錦源         |               |          |
| 泰迪先生    | 伊安·理查德森   | 胡立成 | 龔國強         |               |          |
| 艾斯特      | 凯瑞·莎勒       | 陳旭昇 | 龔國強         |               |          |
| 布頓先生    | 朗·库克         | 張鴻明 | 李忠強         |               |          |
| 普羅夫醫生  | 大卫·霍罗维奇   | 周寧   | 甄錦華         |               |          |
| 法官        | 提莫西·威斯特   |        | 葉振邦         |               |          |

## 獎項
| 頒獎典禮           | 獎項         | 名字           | 結果 |
| 第73屆奧斯卡金像獎 | 最佳服裝設計 | Anthony Powell | 提名 |

## 外部連結
- 互联网电影数据库（IMDb）上《102斑點狗》的资料（英文）
- AllMovie上《102斑點狗》的资料（英文）
- 爛番茄上《102斑點狗》的資料（英文）
- Box Office Mojo上《102斑點狗》的資料（英文）
- Metacritic上《102斑點狗》的資料（英文）
- 豆瓣电影上《102斑點狗》的資料 （简体中文）
- 时光网上《102斑點狗》的資料（简体中文）
- 開眼電影網上《102斑點狗》的資料（繁體中文）